# Quire (Einheit)
Quire, im Französischen Main, war ein englisches Zählmaß für Papier und entsprach dem deutschen Maß Ries.
- 1 Quire = 24 Bogen (engl.:Sheet; franz.:Feuilles) Schreibpapier, 25 Bogen Druckpapier

Das Ream (Buch Papier), franz.: Rame, war das größere Maß und 20 Quire oder 480 Bogen Schreibpapier, bzw. 500 Bogen Druckpapier groß.
In den Vereinigten Staaten war 
- 1 Quire = 12 Gros = 1728 Stück